# 田渕大次郎
田渕 大次郎（たぶち だいじろう）は、愛知県生まれの日本の作曲家。

## 略歴
東京芸術大学作曲科卒業。同大学大学院修士課程修了。これまで、小櫻秀爾、廣瀬量平、野田暉行に師事している。
2004年横浜赤レンガ倉庫で美術集団C-DEPOTのグループ展特別企画として催された映像と音楽と舞台のコラボ『oto-no-sai』にて作曲と指揮を担当。2009年より広島作曲コンクール（現：東京かつしか作曲コンクール)の副委員長・審査員を務める。作曲家グループ「Cue(キュー)」メンバーなど、演奏、作編曲活動をおこなっている。
教員としては、東京少年少女合唱隊(LSOT)のソルフェージュ講師、東邦音楽大学附属東邦中学校非常勤講師を務める。

## 受賞歴
第8回東京国際室内楽作曲コンクール第3位。第3回TIAA全日本作曲家コンクール・ソロ部門第2位。

## ディスコグラフィー
コジマ録音より『Cue作品集vol.1』『vol.2現代アコーディオン作品集』をリリース，カワイ出版より『夢のおはなし』にピアノの小品が収録されている。

## 主要作品
- Plastic memory for clarinet,violin and piano
- Agregat pour piano
- 室内オペラ《Medea》